# 黒田騒動 (1956年の映画)
『黒田騒動』（くろだそうどう）は、1956年に公開された内田吐夢監督の日本映画。福岡藩の黒田騒動を描く。

## スタッフ
以下のスタッフ名は特に記載がない限りKINENOTEに従った。
- 製作 - 大川博
- 企画 - マキノ光雄、玉木潤一郎
- 監督 - 内田吐夢
- 脚本 - 高岩肇[4]
- 原作 - 北条秀司
- 撮影 - 吉田貞次
- 音楽 - 小杉太一郎
- 美術 - 鈴木孝俊
- 録音 - 東城絹児郎
- 照明 - 中山治雄
- 編集 - 宮本信太郎[2]
- 助監督 - 大西秀明[2]

## キャスト
- 片岡千恵蔵 - 栗山大膳[1]
- 大友柳太朗 - 竹中妥女正[1]
- 片岡栄二郎 - 黒田忠之[1]
- 高堂国典 - 黒田長政[1]
- 南原伸二 - 倉橋十太夫[1]
- 原健策 - 大橋弁蔵[1]
- 薄田研二 - 土井利勝[1]
- 三浦光子 - 梭江[1]
- 高千穂ひづる - お秀[1]
- 中原ひとみ - 萩野[1]
- 松浦築枝 - 大涼院[1]
- 八汐路恵子 - 岩尾[1]
- 荒木忍 - 弥次兵衛[1]
- 清川荘司 - 乾玄十郎[1]
- 吉田義夫 - 井伊直孝[1]
- 香川良介 - 酒井忠勝[1]
- 高橋義信 - 松平信綱[1]
- 大邦一公 - 阿部忠利[1]
- 水野浩 - 倉橋長四郎[1]
- 植木基晴 - 大吉[1]
- 片岡千恵太郎 - 吉次郎[1]
- 植木千恵 - お葉[1]
- 植木義晴 - 大三郎[1]
- 高松錦之助 - 仙石角右衛門[1]
- 島田秀男 - 梶原十兵衛[1]
- 堀正夫 - 小河内蔵允[1]
- 青柳龍太郎 - 黒田美作[1]
- 河部五郎 - 井上周防[1]
- 藤木錦之助 - 井上七之丞[1]
- 有馬宏治 - 時枝主鈴[1]
- 小金井勝 - 大場勘左衛門[1]
- 仁礼功太郎 - 有川駿河[1]
- 時田一男 - ヨハン惣兵衛[1]
- 東日出雄 - 定助[1]
- 村田宏治 - 居酒屋亭主[5]
- 小金井修[2] - 百姓A[5]
- 石丸勝也[2] - 百姓B[5]
- 加藤正男[2]
- 中野雅晴[2]
- 中野文男[2]
- 谷俊夫[2]
- 淺野光男[2]
- 近江雄二郎[2]